# 騎官六
騎官六，即豺狼座ε（Epsilon Lupi、ε Lup） ，是一個在豺狼座的恆星系統。該系統的視星等為3.41，在幾乎沒有光害的南半球夜空中肉眼可見。騎官六是豺狼座恆星中亮度第五的恆星。對它的視差量測可知道它的距離大約是510光年（160秒差距）。

## 概要
天文學家將騎官六判定為雙線光譜聯星。必須分析光譜的吸收線才能判定是兩顆恆星。根據都卜勒效應，騎官六的光譜吸收線有來回位移現象，代表系統有兩顆恆星互相環繞。這讓天文學家得以推算出聯星系的部分軌道根數，甚至是無法以望遠鏡直接分辨為聯星的光譜聯星也適用。騎官六聯星系成員星以軌道週期只有4.55970日，並且軌道離心率 0.277的橢圓軌道互繞，這代表兩顆恆星之間距離極為接近，並且兩顆星之間最近距離只有最遠距離的57%。另有第三個伴星在天球上和該聯星系的角距離為26.5角秒，並可能以64年的軌道週期環繞聯星系。
距離極為接近的聯星系統成員星名稱分別是豺狼座εA和豺狼座εa，兩者的質量分別是13.24和11.46倍太陽質量。距離較遠的伴星豺狼座ε B質量則是太陽的7.64倍。騎官六恆星系統的合併光譜為B2 IV-V，而系統三顆恆星各自的光譜型從質量高到低分別為 B3 IV、B3 V 與 A5 V。系統內側的εA和εa 兩顆恆星的自轉速度似乎和公轉軌道速度是同步的，因此系統的其中一顆成員星總以同一面對著另一顆恆星。距離較遠的豺狼座ε B則是光度規律變化的 仙王座β型變星，每日光度變化10.36次
騎官六恆星系統可能是同時形成，並且在銀河系中有類似運動軌道的移動星群天蠍-半人馬星協的成員星。